# Amine Lecomte Addani
Amine Lecomte Addani, né le 26 avril 1990 à Reims en France, est un footballeur international qatarien. Il possède également les nationalités française et marocaine. Il évolue au poste de gardien de but au sein du club qatari d'Al-Gharafa SC.

## Biographie

### Club
Né à Reims, Amine Lecomte Addani entre au centre de formation du Football Club Sochaux-Montbéliard en 2006. Il y reste quatre ans. En 2010, au moment de signer pro, le jeune gardien « ne se met pas d’accord » avec le club et décide de suivre son entraîneur des gardiens Aziz Bouras au Qatar. Il est ainsi transféré au Lekhwiya Sports Club, club récemment fondé et dont l'équipe est entraînée par l'Algérien Djamel Belmadi. Il déclare à propos de ce choix de carrière : « J’accepte le challenge, mais c’est vrai que j’ai énormément hésité. Mais j’ai une relation père-fils avec cet entraîneur, et je l’ai donc suivi ».
Lors de la saison 2010-2011, il remporte le championnat du Qatar, ce qui constitue le premier titre pour le Lekhwiya Sports Club.

### Sélection nationale
Il est présélectionné à deux reprises en équipe du Maroc, la première fois pour un match amical face au Sénégal et la deuxième fois pour la LG Cup. Il ne peut cependant honorer sa sélection à cause d'une blessure.
Alors qu'il vit au Qatar depuis quelque temps et devient un cadre de son club, Amine Lecomte Addani est approché par la Fédération du Qatar de football afin d'intégrer sa sélection nationale. Hésitant un temps entre les équipes nationales de son pays d'origine et de son pays d'adoption, il choisit finalement le Qatar et honore ses premières sélections officielles en 2015. Il est souvent cité par les médias dans « l'équipe nationale que [le Maroc] n'aura jamais », parmi d'autres footballeurs performants d'origine marocaine ayant choisi de jouer pour une autre sélection,,.

## Palmarès
- Lekhwiya
  - Championnat du Qatar :
    - Champion en 2011, 2012, 2014, 2015, 2017 et 2018

  - Coupe Crown Prince de Qatar :
    - Vainqueur en 2013 et 2015